# نیکلاس هبیش
نیکلاس هبیش (انگلیسی: Nicolas Hebisch؛ زادهٔ ۲۶ مارس ۱۹۹۰) بازیکن فوتبال اهل آلمان است.
از باشگاه‌هایی که در آن بازی کرده‌است می‌توان به باشگاه فوتبال تسویکاو و باشگاه فوتبال ماگدبورگ ۱ اشاره کرد.